# Rhinau
Rhinau (deutsch Rheinau) ist eine französische Gemeinde mit 2675 Einwohnern (Stand 1. Januar 2021) am linken Ufer des Rheins im Département Bas-Rhin in der Region Grand Est (bis 2015 Elsass). Die nächste Nachbargemeinde ist Boofzheim.
Der rechtsrheinische, auf bundesdeutschem Gebiet liegende Teil der Gemarkung von Rhinau ist als Rheinau ein gemeindefreies Gebiet in Baden-Württemberg.
Infolge von Veränderungen im Lauf des Rheins wechselte Rhinau mehrmals die Flussseite: Vor 1398 lag der Ort rechts des Rheins, kam dann auf die linke Flussseite und war ab 1502 nochmals für einige Jahre rechtsrheinisch.
Auf dem Gemeindegebiet am Rhein liegt das Kraftwerk Rhinau.

## Bevölkerungsentwicklung
| 1962 | 1968 | 1975 | 1982 | 1990 | 1999 | 2007 | 2013 |
| ---- | ---- | ---- | ---- | ---- | ---- | ---- | ---- |
| 1681 | 1770 | 2216 | 2331 | 2286 | 2348 | 2613 | 2756 |

## Persönlichkeiten
- Die Familie des Humanisten Beatus Rhenanus (1485–1547) stammte ursprünglich aus Rheinau
- Alphonse Gilliot (1849–1927), Bürgermeister von Rheinau
- Joseph Pfleger (1873–1957), Politiker

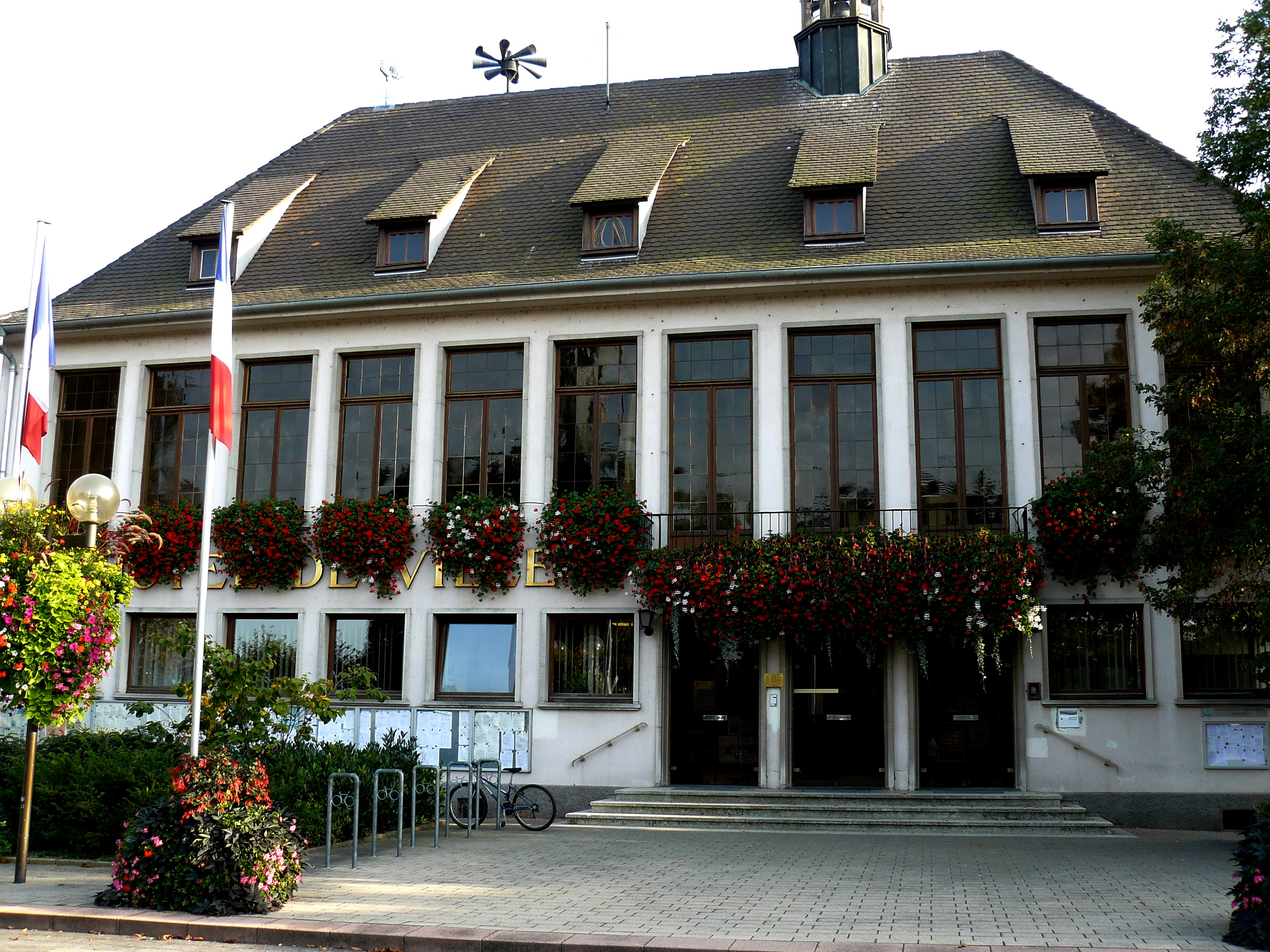
Hôtel de ville
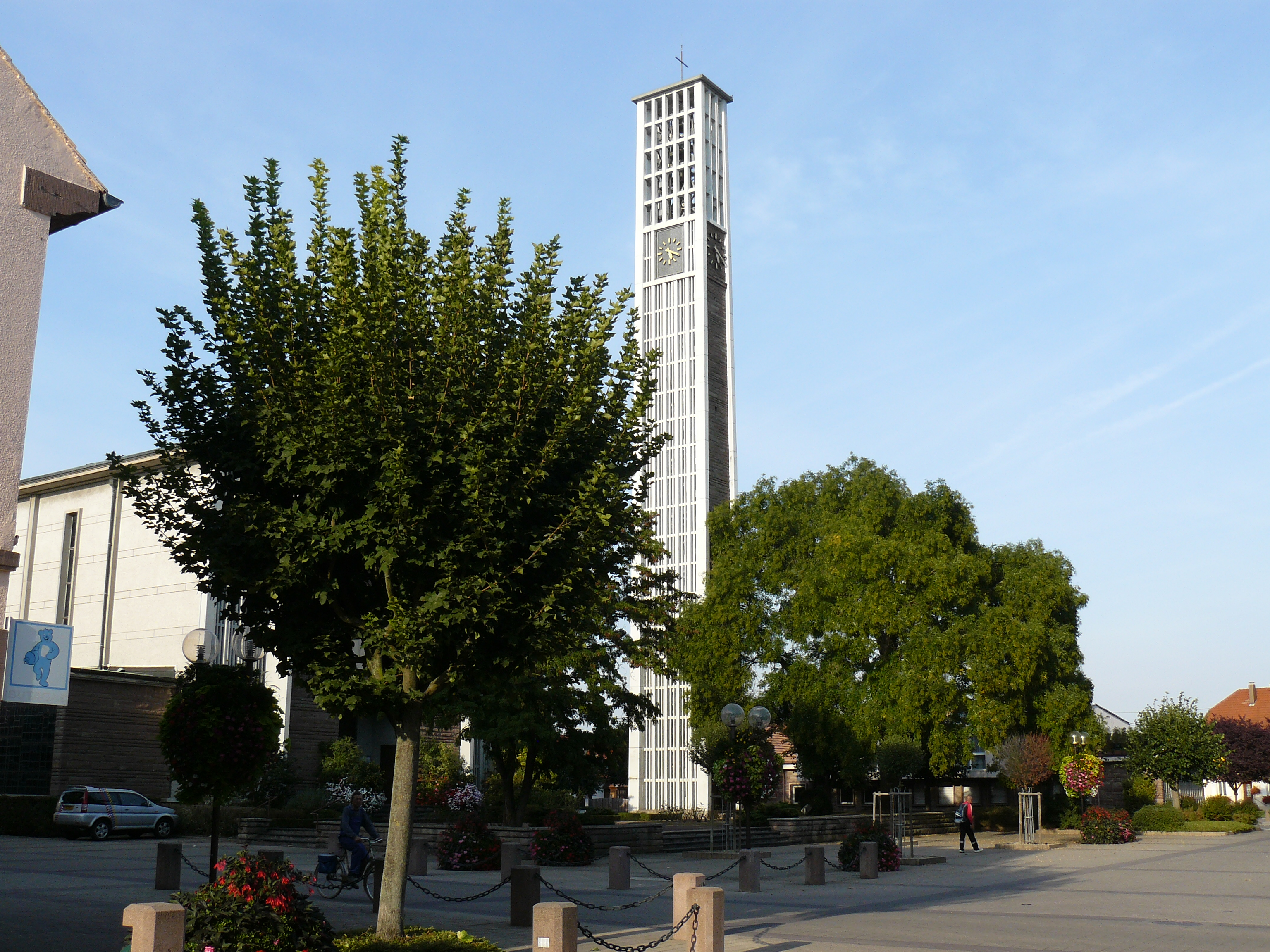
Kirche Saint-Michel
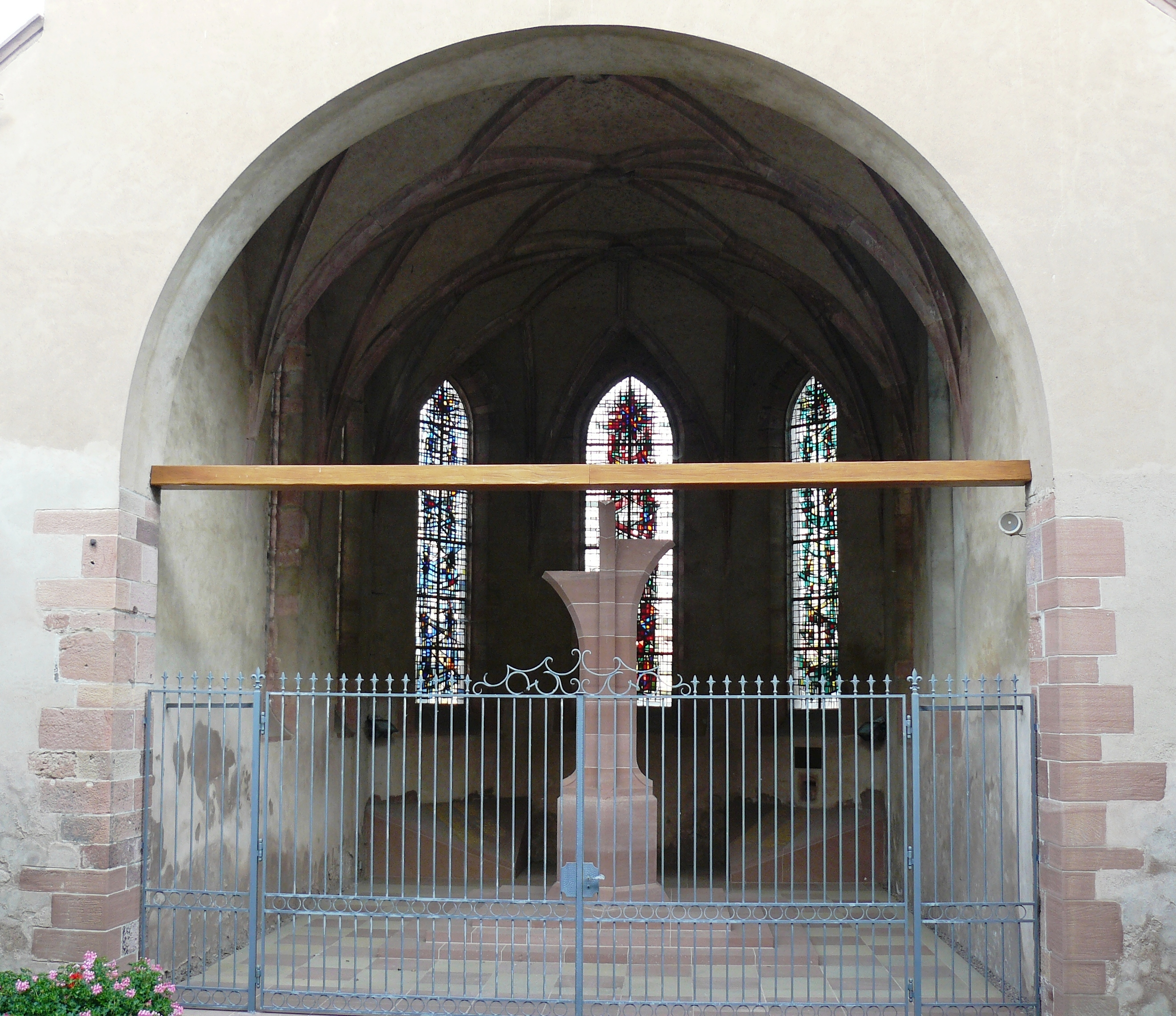
Erhaltener gotischer Chor der 1944 zerstörten Vorgängerkirche St. Nikolaus und Michael
St. Nikolaus und Michael (1519) vor dem Umbau im 19. Jahrhundert.
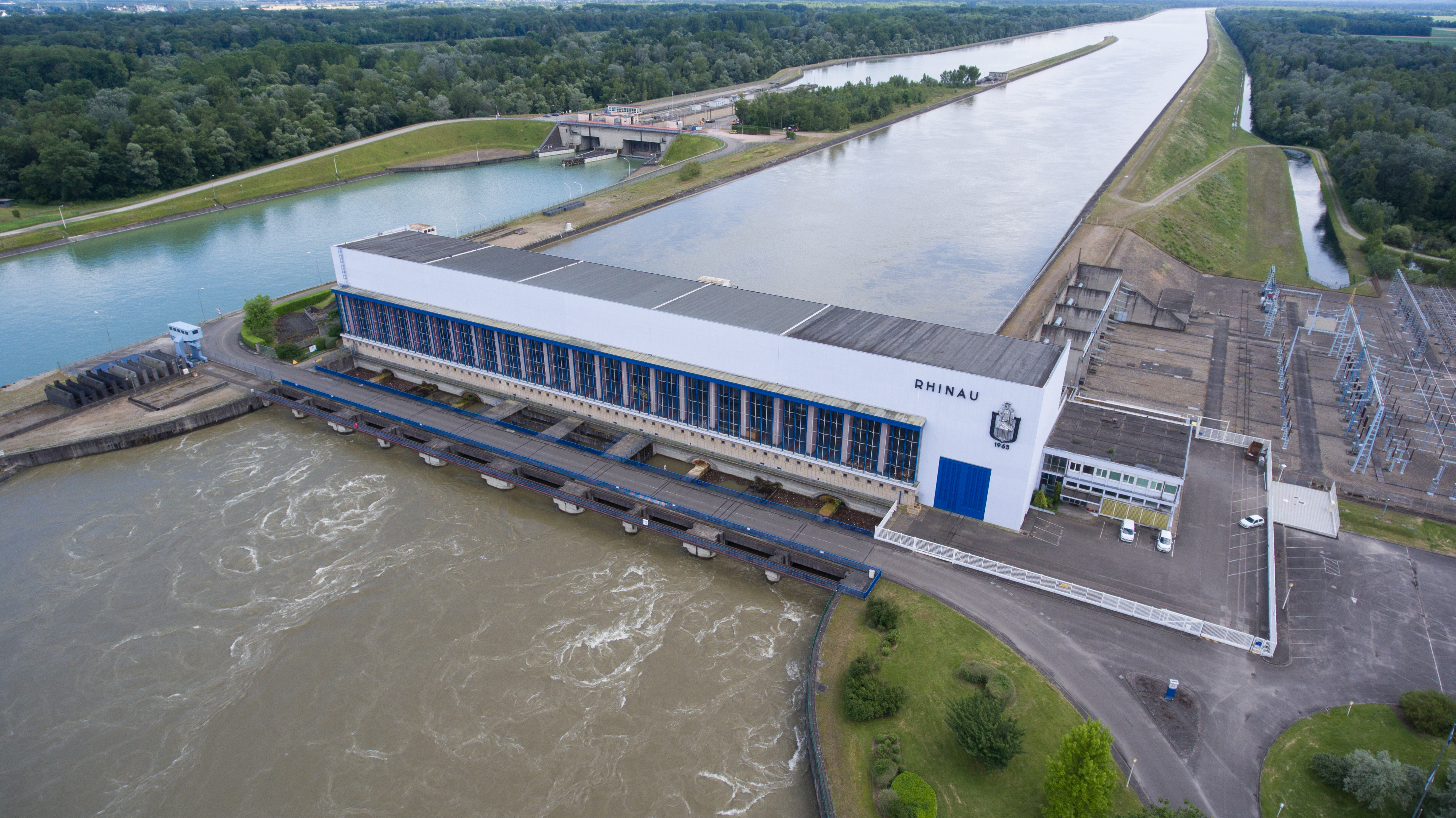
Wasserkraftwerk Rheinau
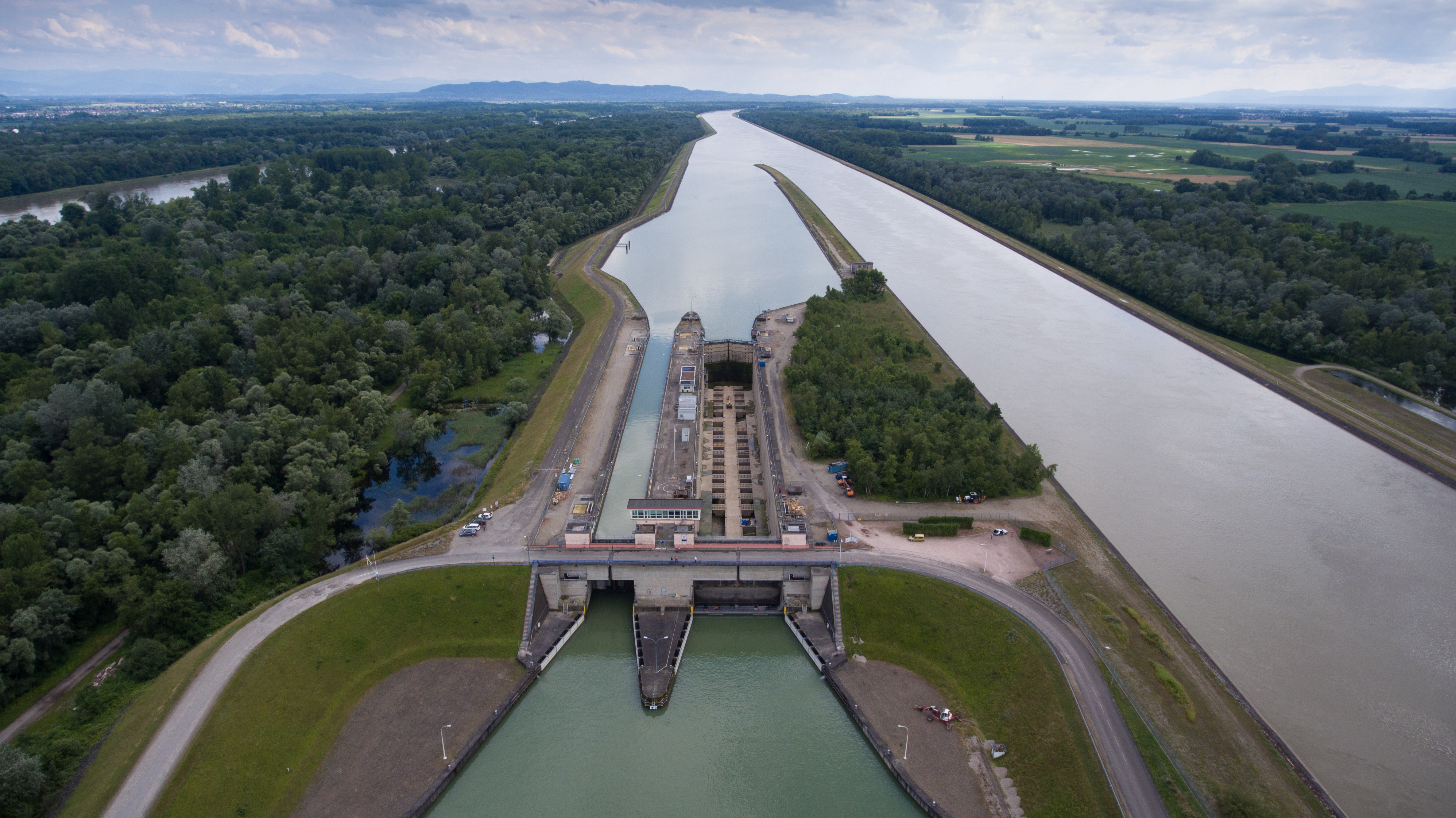
Schleuse Rheinau

## Patenschaften
Rhinau unterhält eine Patenschaft zur 4. Kompanie des im elsässischen Illkirch-Graffenstaden stationierten Jägerbataillons 291 der deutschen Bundeswehr.